# قائمة أنواع اللوطس
يوجد عدة أنواع من جنس اللوطس:
- لوطس أرجواني (الاسم العلمي:Lotus purpureus)
- لوطس أرمني (الاسم العلمي:Lotus armeniacus)
- لوطس أزرق (الاسم العلمي:Lotus glaucus)
- لوطس ألبي (الاسم العلمي:Lotus alpinus)
- لوطس بحري (الاسم العلمي:Lotus maritimus)
- لوطس جليدي (الاسم العلمي:Lotus glacialis)
- لوطس جنوبي (الاسم العلمي:Lotus australis)
- لوطس حلبي (الاسم العلمي:Lotus aleppicus)
- لوطس حلو (الاسم العلمي:Lotus edulis)
- لوطس رملي (الاسم العلمي:Lotus arenarius)
- لوطس زاحف (الاسم العلمي:Lotus repens)
- لوطس سبخي (الاسم العلمي:Lotus palustris)
- لوطس عربي (الاسم العلمي:Lotus arabicus)
- لوطس فضي (الاسم العلمي:Lotus argenteus)
- لوطس فلسطيني (الاسم العلمي:Lotus palaestinus)
- لوطس كريتي (الاسم العلمي:Lotus creticus)
- لوطس لبناني (الاسم العلمي:Lotus libanoticus)
- لوطس لين (الاسم العلمي:Lotus mollis)
- لوطس متفرع (الاسم العلمي:Lotus racemosus)
- لوطس مصري (الاسم العلمي:Lotus aegyptiacus)
- لوطس منظاري (الاسم العلمي:Lotus spectabilis)
- (الاسم العلمي:Lotus acutus)
- (الاسم العلمي:Lotus aduncus)
- (الاسم العلمي:Lotus aegaeus)
- (الاسم العلمي:Lotus affinis)
- (الاسم العلمي:Lotus albarracinensis)
- (الاسم العلمي:Lotus albidus)
- (الاسم العلمي:Lotus albus)
- (الاسم العلمي:Lotus alopecuroides)
- (الاسم العلمي:Lotus alpicola)
- (الاسم العلمي:Lotus amplexicaulis)
- (الاسم العلمي:Lotus anfractuosus)
- (الاسم العلمي:Lotus angustifolius)
- (الاسم العلمي:Lotus angustissimus)
- (الاسم العلمي:Lotus anthylloides)
- (الاسم العلمي:Lotus approximatus)
- (الاسم العلمي:Lotus arborescens)
- (الاسم العلمي:Lotus argolicus)
- (الاسم العلمي:Lotus argyrodes)
- (الاسم العلمي:Lotus arinagensis)
- (الاسم العلمي:Lotus aristatus)
- (الاسم العلمي:Lotus assakensis)
- (الاسم العلمي:Lotus atlanticus)
- (الاسم العلمي:Lotus atrococcineus)
- (الاسم العلمي:Lotus atropurpureus)
- (الاسم العلمي:Lotus aucheri)
- (الاسم العلمي:Lotus aurantius)
- (الاسم العلمي:Lotus axilliflorus)
- (الاسم العلمي:Lotus azoricus)
- (الاسم العلمي:Lotus barcinonensis)
- (الاسم العلمي:Lotus becquetii)
- (الاسم العلمي:Lotus belgradicus)
- (الاسم العلمي:Lotus benoistii)
- (الاسم العلمي:Lotus berthelotii)
- (الاسم العلمي:Lotus biflorus)
- (الاسم العلمي:Lotus bivoneus)
- (الاسم العلمي:Lotus boissieri)
- (الاسم العلمي:Lotus bollei)
- (الاسم العلمي:Lotus borbasii)
- (الاسم العلمي:Lotus borkouanus)
- (الاسم العلمي:Lotus bornmuellerianus)
- (الاسم العلمي:Lotus borzii)
- (الاسم العلمي:Lotus bouteloui)
- (الاسم العلمي:Lotus bracteatus)
- (الاسم العلمي:Lotus brandianus)
- (الاسم العلمي:Lotus broussonetii)
- (الاسم العلمي:Lotus brunneri)
- (الاسم العلمي:Lotus burtii)
- (الاسم العلمي:Lotus burttii)
- (الاسم العلمي:Lotus callis-viridis)
- (الاسم العلمي:Lotus callunetorum)
- (الاسم العلمي:Lotus campestris)
- (الاسم العلمي:Lotus campylocladus)
- (الاسم العلمي:Lotus candidissimus)
- (الاسم العلمي:Lotus candidus)
- (الاسم العلمي:Lotus candolleanus)
- (الاسم العلمي:Lotus cantabricus)
- (الاسم العلمي:Lotus capensis)
- (الاسم العلمي:Lotus catalaunicus)
- (الاسم العلمي:Lotus cedrocensis)
- (الاسم العلمي:Lotus cervinus)
- (الاسم العلمي:Lotus chazaliei)
- (الاسم العلمي:Lotus chihuahuanus)
- (الاسم العلمي:Lotus clausonis)
- (الاسم العلمي:Lotus coeruleus)
- (الاسم العلمي:Lotus colocensis)
- (الاسم العلمي:Lotus conimbricensis)
- (الاسم العلمي:Lotus conjugatus)
- (الاسم العلمي:Lotus corbierei)
- (الاسم العلمي:Lotus corniculatus)
- (الاسم العلمي:Lotus coronillaefolius)
- (الاسم العلمي:Lotus crantzii)
- (الاسم العلمي:Lotus cruentus)
- (الاسم العلمي:Lotus cuatrecasasii)
- (الاسم العلمي:Lotus cytisoides)
- (الاسم العلمي:Lotus davyae)
- (الاسم العلمي:Lotus debilis)
- (الاسم العلمي:Lotus delortii)
- (الاسم العلمي:Lotus depressus)
- (الاسم العلمي:Lotus digii)
- (الاسم العلمي:Lotus digitatus)
- (الاسم العلمي:Lotus dioscoridis)
- (الاسم العلمي:Lotus discolor)
- (الاسم العلمي:Lotus dispermus)
- (الاسم العلمي:Lotus divaricatus)
- (الاسم العلمي:Lotus dorychnoides)
- (الاسم العلمي:Lotus drepanocarpus)
- (الاسم العلمي:Lotus dumetorum)
- (الاسم العلمي:Lotus dvinensis)
- (الاسم العلمي:Lotus elisabethae)
- (الاسم العلمي:Lotus embergeri)
- (الاسم العلمي:Lotus emeroides)
- (الاسم العلمي:Lotus eremiticus)
- (الاسم العلمي:Lotus eriophthalmus)
- (الاسم العلمي:Lotus eriosolen)
- (الاسم العلمي:Lotus erythrorhizus)
- (الاسم العلمي:Lotus exstipularis)
- (الاسم العلمي:Lotus extipulatus)
- (الاسم العلمي:Lotus filiformis)
- (الاسم العلمي:Lotus filiformis)
- (الاسم العلمي:Lotus floridus)
- (الاسم العلمي:Lotus folmum)
- (الاسم العلمي:Lotus forsteri)
- (الاسم العلمي:Lotus fraseri)
- (الاسم العلمي:Lotus friesiorum)
- (الاسم العلمي:Lotus frondosus)
- (الاسم العلمي:Lotus frondosus)
- (الاسم العلمي:Lotus fruticulosus)
- (الاسم العلمي:Lotus fulgurans)
- (الاسم العلمي:Lotus galegocangos)
- (الاسم العلمي:Lotus garcinii)
- (الاسم العلمي:Lotus gebelia)
- (الاسم العلمي:Lotus genistoides)
- (الاسم العلمي:Lotus gibbus)
- (الاسم العلمي:Lotus glaber)
- (الاسم العلمي:Lotus glaberrimus)
- (الاسم العلمي:Lotus glaberrimus)
- (الاسم العلمي:Lotus glareosus)
- (الاسم العلمي:Lotus glaucescens)
- (الاسم العلمي:Lotus glinoides)
- (الاسم العلمي:Lotus glomeratus)
- (الاسم العلمي:Lotus goetzei)
- (الاسم العلمي:Lotus greenei)
- (الاسم العلمي:Lotus gussonei)
- (الاسم العلمي:Lotus hakkariensis)
- (الاسم العلمي:Lotus halophilus)
- (الاسم العلمي:Lotus hebecarpus)
- (الاسم العلمي:Lotus hebranicus)
- (الاسم العلمي:Lotus hemorroidalis)
- (الاسم العلمي:Lotus hillebrandii)
- (الاسم العلمي:Lotus hirtulus)
- (الاسم العلمي:Lotus hispidus)
- (الاسم العلمي:Lotus holosericus)
- (الاسم العلمي:Lotus hosackioides)
- (الاسم العلمي:Lotus humifusus)
- (الاسم العلمي:Lotus intermedius)
- (الاسم العلمي:Lotus involucratus)
- (الاسم العلمي:Lotus jacobaeus)
- (الاسم العلمي:Lotus jaegeri)
- (الاسم العلمي:Lotus jaegeri)
- (الاسم العلمي:Lotus jolyi)
- (الاسم العلمي:Lotus judaicus)
- (الاسم العلمي:Lotus kabylicus)
- (الاسم العلمي:Lotus kilimanjaricus)
- (الاسم العلمي:Lotus krylovii)
- (الاسم العلمي:Lotus kunkelii)
- (الاسم العلمي:Lotus laevigatus)
- (الاسم العلمي:Lotus lalambensis)
- (الاسم العلمي:Lotus lanatus)
- (الاسم العلمي:Lotus lancerottensis)
- (الاسم العلمي:Lotus lanuginosus)
- (الاسم العلمي:Lotus laricus)
- (الاسم العلمي:Lotus lateralis)
- (الاسم العلمي:Lotus latifolius)
- (الاسم العلمي:Lotus lebrunii)
- (الاسم العلمي:Lotus leptophyllus)
- (الاسم العلمي:Lotus levieri)
- (الاسم العلمي:Lotus linearis)
- (الاسم العلمي:Lotus longesiliquosus)
- (الاسم العلمي:Lotus longicaulis)
- (الاسم العلمي:Lotus loweanus)
- (الاسم العلمي:Lotus lugubris)
- (الاسم العلمي:Lotus macedonicus)
- (الاسم العلمي:Lotus macranthus)
- (الاسم العلمي:Lotus macrocarpus)
- (الاسم العلمي:Lotus macrotrichus)
- (الاسم العلمي:Lotus maculatus)
- (الاسم العلمي:Lotus madrensis)
- (الاسم العلمي:Lotus malatayicus)
- (الاسم العلمي:Lotus mandonii)
- (الاسم العلمي:Lotus maroccanus)
- (الاسم العلمي:Lotus mascaensis)
- (الاسم العلمي:Lotus mearnsii)
- (الاسم العلمي:Lotus medioximus)
- (الاسم العلمي:Lotus melilotoides)
- (الاسم العلمي:Lotus michauxianus)
- (الاسم العلمي:Lotus microcarpus)
- (الاسم العلمي:Lotus microphyllus)
- (الاسم العلمي:Lotus minoricensis)
- (الاسم العلمي:Lotus minoriflorus)
- (الاسم العلمي:Lotus miyakojimae)
- (الاسم العلمي:Lotus mlanjeanus)
- (الاسم العلمي:Lotus monophyllus)
- (الاسم العلمي:Lotus mossamedensis)
- (الاسم العلمي:Lotus namulensis)
- (الاسم العلمي:Lotus neglecta)
- (الاسم العلمي:Lotus neglectus)
- (الاسم العلمي:Lotus noeanus)
- (الاسم العلمي:Lotus norvegicus)
- (الاسم العلمي:Lotus nubicus)